# Церква Святого Миколая (Воля)
Церква Святого Миколая у Волі — парафія і храм греко-католицької громади Микулинецького деканату Тернопільсько-Зборівської архієпархії Української греко-католицької церкви в селі Воля Тернопільського району Тернопільської области.

## Історія церкви
До 1995 року в селі не було храму. Завдяки зусиллям фундатора, голови колгоспу «Надзбруччя» В. Запорожця та парафіян, збудували церкву і дзвіницю. Архітекторами храму були М. Ковальчук і Б. Федиш, а автором іконостасу — І. Оріховський.
Парафія належала до УГКЦ до 1946 року і з 1990 року. У період з 1946 до 1990 року парафіяни відвідували богослужіння у храмі Пресвятої Трійці в смт Микулинці, який тоді був у юрисдикції РПЦ, а з 1990 року повернувся до УГКЦ.
16 жовтня 1995 року було утворено парафію, а 5 листопада єпископ Михаїл Сабрига освятив храм Святого Миколая. Церква завжди належала до УГКЦ.
28 травня 2006 року єпископ Михаїл Сабрига здійснив візитацію парафії.
При церкві діють такі спільноти: братства Матері Божої Неустанної Помочі та «Апостольство Доброї Смерті», Марійська та Вівтарна дружини.
На території парафії встановлено численні фігури та капличку:
- Фігури апостолів Юди Тадея, Петра (жертводавець Софія Дуда) та Павла (фундатор Богдан Палій)
- Фігури Матері Божої з дитятком Ісусом (фундатор Дмитро Муринка) та Непорочного Зачаття Пресвятої Богородиці (фундатор Михайло Дмитрусь)
- Фігура Ісуса Христа біля джерела (фундатор Богдан Палій)
- Капличка Непорочного Зачаття Пресвятої Богородиці

## Парохи
- о. Михайло Дацьків (1995—2005),
- о. Василь Прокопів (2005—2012),
- о. Роман Зощук (з 9 березня 2012).